# John D. Rockefeller, Jr. Memorial Parkway
Il John D. Rockefeller, Jr. Memorial Parkway è un'area naturale protetta dello Stato del Wyoming, Stati Uniti, che mette in comunicazione tra loro il parco nazionale del Grand Teton ed il parco nazionale di Yellowstone fungendo da corridoio biologico. La sua gestione è affidata al National Park Service.
Il nome dell'area protetta ricorda John D. Rockefeller Jr., imprenditore e filantropo che si adoperò per permettere la creazione di numerosi parchi nazionali, tra i quali quello del Grand Teton, Isole Vergini americane, Acadia ed il parco nazionale di Great Smoky Mountains.

## Storia
Creata nel 1972 con l'autorizzazione del Congresso degli Stati Uniti, l'area protetta si estende su una superficie di 97 km², confinando direttamente con alcune Foreste Nazionali. L'area è parte integrante del Greater Yellowstone Ecosystem. La foresta nazionale di Caribou-Targhee delimita il confine ovest mentre la foresta nazionale di Bridger-Teton ed il Teton Wilderness delimitano il confine orientale.
L'area era, originariamente, una Foresta Nazionale la cui gestione fu trasferita al National Park Service dal United States Forest Service al fine di assicurare una connessione ininterrotta tra i parchi nazionali di Grand Teton e Yellowstone. Il corridoio del Parkway si estende dal confine settentrionale del parco nazionale di Grand Teton fino a giungere ai bacini geotermici di West Thumb Geyser Basin nel parco nazionale di Yellowstone, per una distanza complessiva di 43 km. La gestione dell'area protetta è integrata con quella del parco nazionale di Grand Teton.

## Territorio
Il Parkway, dal punto di vista geologico è una zona di transizione tra le antiche colate laviche a nord e le rocce granitiche del Teton Range a sud. Il fiume Snake scorre attraverso il corridoio dirigendosi verso il lago Jackson a sud. Nell'area è praticata la pesca con la mosca alla trota. Come nei parchi nazionali di Grand Teton e Yellowstone, la fauna è rappresentata dal grizzly, dal orso nero americano, dall'alce, dallo wapiti, dal Bighorn e dal cervo mulo.
Gli incendi che colpirono il parco di Yellowstone nel 1988 attraversarono la parte settentrionale del Parkway distruggendo una superficie pari a 16 km². In seguito la foresta cominciò a rigenerarsi e l'habitat della fauna selvatica risultò essere arricchito grazie al migliore qualità dei prati e dei terreni boschivi. Il rafting è uno sport molto popolare durante l'estate e le visite guidate in motoslitta attraverso il corridoio, per dirigersi al parco nazionale di Yellowstone, sono molto frequenti durante l'inverno.